# (6904) McGill
(6904) McGill ist ein Asteroid des Hauptgürtels, der am 22. August 1990 vom US-amerikanischen Astronomen Henry E. Holt am Palomar-Observatorium (IAU-Code 675) in Kalifornien entdeckt wurde.
Der Asteroid wurde am 9. März 2001 nach der 1821 gegründeten McGill University in Montreal benannt, der ältesten Universität Kanadas.